# Søren Sørensen
Søren Peter Lauritz Sørensen (Havrebjerg, 9 de janeiro de 1868 — 12 de fevereiro de 1939) foi um químico dinamarquês, famoso pela introdução do conceito de pH, uma escala para medir acidez e alcalinidade. 

## Vida pessoal
SPL Sørensen nasceu em Havrebjerg, Dinamarca em 1868. Filho de um agricultor, começou seus estudos na Universidade de Copenhagen aos 18 anos. Queria seguir carreira na medicina, mas sob a influência do químico S. M. Jørgensen decidiu para mudar para a química.
Enquanto estudava para o doutorado, trabalhou como assistente de química no laboratório do Instituto Politécnico Dinamarquês, auxiliou em um levantamento geológico da Dinamarca e também trabalhou como consultor para o Estaleiro Naval Real.
Ele foi casado duas vezes. Sua segunda esposa foi Margrethe Høyrup Sørensen, que colaborou com ele em seus estudos.

## Trabalho
De 1901 a 1938, Sørensen foi chefe do prestigioso laboratório Carlsberg, Copenhagen. Enquanto trabalhava no Laboratório Carlsberg, ele estudou o efeito da concentração de íons nas proteínas, e como a concentração de íons de hidrogênio era particularmente importante, ele introduziu a escala de pH como uma forma simples de expressá-la em 1909. O artigo no qual ele introduziu a escala (usando a notação pH) descreveu dois métodos para medir a acidez que Sørensen e seus alunos refinaram. O primeiro método era baseado em eletrodos, enquanto o segundo envolvia a comparação das cores das amostras e um conjunto pré-selecionado de indicadores.